# Rallye de Croatie
Navigation
Édition 2023 Édition 2024

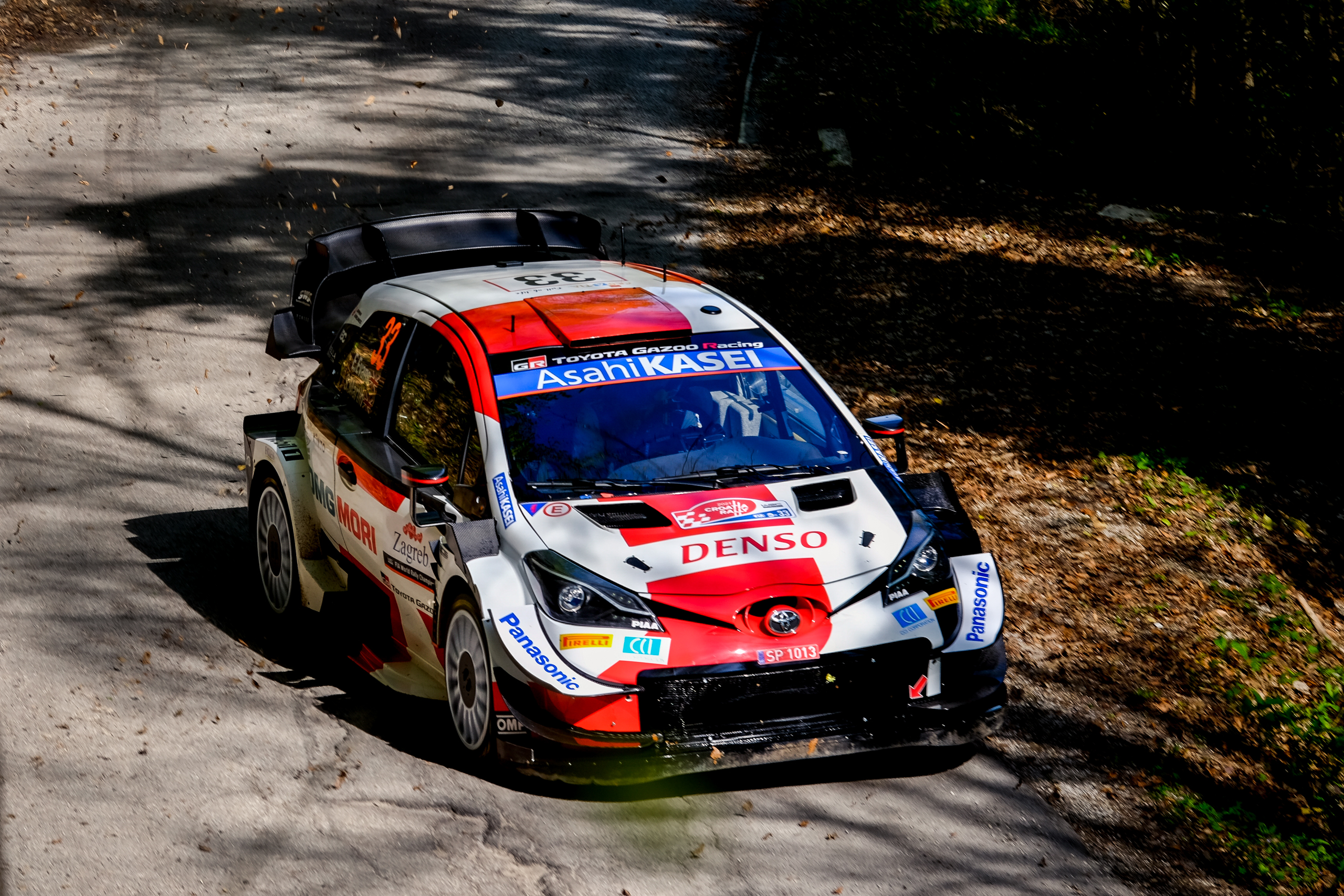
Elfyn Evans au rallye de Croatie 2021

Le Rallye de Croatie, anciennement Delta Rally et Croatia Delta Rally, est une compétition internationale de rallye automobile sur asphalte basée à Zagreb, Croatie. Elle est organisée sous différentes appellations depuis 1974. Après avoir été une manche du Championnat d'Europe des rallyes jusque 2013, elle est intégrée au Championnat du Monde en 2021.

## Histoire
En 1974 il débute autour de Zagreb, puis évolue dans la région de Primorsko-Goranska centrée sur Rijeka. Cinq ans après ses débuts c'est Preluk qui l'accueille régulièrement.
Il est intégré au Championnat d'Europe des rallyes en 1992, affecté d'un coefficient  maximum (C10) en 1995.
Il a été le plus souvent sponsorisé par l'entreprise INA (1998-2008).
Branislav Küzmič l'a remporté à 5 reprises durant les années 1980, à chaque fois sur Renault 5.
En 2014 ce rallye n'est pas conservé dans le championnat européen. Il fait son entrée au calendrier du championnat du monde des rallyes pour la saison 2021.

## Palmarès
Sources,,:
| Année     | Édition                     | Pilote               | Copilote           | Voiture                       | Championnats |
| --------- | --------------------------- | -------------------- | ------------------ | ----------------------------- | ------------ |
| 1974      | 1. Croatia Rally            | Tomislav Markt       | Milena Markt       | BMW 1600                      |              |
| 1975      | 2. Croatia Rally            | Aleksandar Mačešič   | Mladen Lovrič      | Datsun 1200                   |              |
| 1976      | 3. Croatia Rally            | Berislav Modrič      | Ivica Naukovič     | Fiat 128 SC                   |              |
| 1977      | 4. Croatia Rally            | Aleš Pušnik          | Rudi Šali          | Renault 5                     |              |
| 1978      | 5. Croatia Rally            | Aleš Pušnik          | Rudi Šali          | Renault 5                     |              |
| 1979      | 6. Croatia Rally            | Borko Skurič         | Boris Franjič      | Opel Kadett GT/E              |              |
| 1980      | 7. Croatia Rally            | Leon Poberaj         | Marijetka Poberaj  | Zastava 101                   |              |
| 1981      | 8. Croatia Rally            | Leon Poberaj         | Marijetka Poberaj  | Zastava 101                   |              |
| 1982      | 9. Croatia Rally            | Borko Skurič         | Boris Franjič      | Opel Kadett GT/E              |              |
| 1983      | 10. Croatia Rally           | Branislav Küzmič     | Rudi Šali          | Renault 5 Turbo               |              |
| 1984      | 11. Croatia Rally           | Branislav Küzmič     | Rudi Šali          | Renault 5 Turbo               |              |
| 1985      | 12. Croatia Rally           | Branislav Küzmič     | Rudi Šali          | Renault 5 Turbo               |              |
| 1986      | 13. Croatia Rally           | Romana Zrneč         | Špela Kožar        | Renault 11 Turbo              |              |
| 1987      | 14. Croatia Rally           | Branislav Küzmič     | Janez Banič        | Renault 5 GT Turbo            |              |
| 1988      | 15. Croatia Rally           | Branislav Küzmič     | Janez Banič        | Renault 5 GT Turbo            |              |
| 1989      | 16. Croatia Rally           | Tihomir Filipovič    | Davor Devunič      | Lancia Delta HF Integrale     |              |
| 1990      | 17. Croatia Rally           | Tihomir Filipovič    | Saša Ačimovič      | Lancia Delta HF Integrale 16v |              |
| 1991      | 18. Croatia Rally           | Tihomir Filipovič    | Roberta Merluzzi   | Lancia Delta HF Integrale 16v |              |
| 1992      | 19. Croatia Rally           | Žarko Šepetavč       | Nenad Krlič        | Lancia Delta HF Integrale 16v | ERC          |
| 1993      | 20. Croatia Rally           | Raimund Baumschlager | Klaus Wicha        | Ford Escort RS Cosworth       | ERC          |
| 1994      | 21. Croatia Rally           | Niko Pulić           | Davor Devunič      | Lancia Delta HF Integrale Evo | ERC          |
| 1995      | 22. Ina Delta Rally         | Niko Pulić           | Davor Devunič      | Lancia Delta HF Integrale Evo | ERC          |
| 1996      | 23. Croatia Delta Rally     | Kurt Göttlicher      | Josef Pointinger   | Ford Escort RS Cosworth       | ERC          |
| 1997      | 24. Croatia Delta Rally     | David Pattison       | Nenad Krlič        | Ford Escort RS Cosworth       | ERC          |
| 1998      | 25. Ina Croatia Rally       | Enrico Bertone       | Max Chiapponi      | Toyota Celica GT-Four         | ERC          |
| 1999      | 26. Ina Croatia Rally       | Enrico Bertone       | Fulvio Florean     | Renault Megane Maxi           | ERC          |
| 2000      | 27. Ina Croatia Rally       | Bert de Jong         | Ton Hillen         | Subaru Impreza WRC            | ERC          |
| 2001      | 28. Ina Croatia Rally       | Krum Donchev         | Rumen Manolov      | Peugeot 306 Maxi              | ERC          |
| 2002      | 29. Ina Croatia Rally       | Leszek Kuzaj         | Erwin Mombaerts    | Toyota Corolla WRC            | ERC          |
| 2003      | 30. Ina Croatia Rally       | Václav Pech          | Petr Uhel          | Ford Focus WRC                | ERC          |
| 2004      | 31. Ina Croatia Rally       | Juraj Šebalj         | Toni Klinc         | Subaru Impreza STi            | ERC          |
| 2005      | 32. INA Croatia Delta Rally | Juraj Šebalj         | Toni Klinc         | Citroën C2 S1600              | ERC          |
| 2006      | 33. INA Croatia Delta Rally | Václav Pech          | Petr Uhel          | Mitsubishi Lancer Evo IX      | ERC          |
| 2007      | 34. INA Croatia Delta Rally | Juraj Šebalj         | Toni Klinc         | Mitsubishi Lancer Evo IX      | ERC          |
| 2008      | 35. INA Croatia Delta Rally | Corrado Fontana      | Renzo Casazza      | Fiat Grande Punto S2000       | ERC          |
| 2009      | 36. Croatia Rally           | Krum Donchev         | Petar Yordanov     | Peugeot 207 S2000             | ERC          |
| 2010      | 37. Croatia Delta Rally     | Luca Rossetti        | Matteo Chiaroossi  | Fiat Grande Punto S2000       | ERC          |
| 2011      | 38. Croatia Rally           | Luca Rossetti        | Matteo Chiarcossi  | Fiat Grande Punto S2000       | ERC          |
| 2012      | 39. Croatia Rally           | Juho Hänninen        | Mikko Markkula     | Škoda Fabia S2000             | ERC          |
| 2013      | 40. Croatia Rally           | Jan Kopecký          | Pavel Dresler      | Škoda Fabia S2000             | ERC          |
| 2014      | 41. Croatia Rally           | Juraj Šebalj         | Toni Klinc Toni    | Mitsubishi Lancer Evo IX      | Erc Trophy   |
| 2015      | 42. Croatia Rally           | Murat Bostanci       | Onur Vatansever    | Ford Fiesta R5                |              |
| 2016      | 43. Croatia Rally           | Vlastimil Majerčák   | Michaela Vejačková | Ford Fiesta R5                |              |
| 2017      | 44. Croatia Rally           | Dávid Botka          | Márk Mesterházi    | Škoda Fabia R5                |              |
| 2018-2020 | Non-disputé                 | Non-disputé          | Non-disputé        | Non-disputé                   | Non-disputé  |
| 2021      | Croatia Rally 2021          | Sébastien Ogier      | Julien Ingrassia   | Toyota Yaris WRC              | WRC          |
| 2022      | Croatia Rally 2022          | Kalle Rovanperä      | Jonne Halttunen    | Toyota GR Yaris Rally1        | WRC          |
| 2023      | Croatia Rally 2023          | Elfyn Evans          | Scott Martin       | Toyota GR Yaris Rally1        | WRC          |
| 2024      | Croatia Rally 2024          | Sébastien Ogier      | Vincent Landais    | Toyota GR Yaris Rally1        | WRC          |